# Louis-René Buffy
Louis René Buffy est un homme politique français né le 16 mars 1742 à Dourdan (Essonne) et décédé le 7 novembre 1793 au même lieu.

## Biographie
Notaire à Paris, il est député du tiers état aux États généraux de 1789 pour le bailliage de Dourdan, siégeant avec la majorité.

## Sources
- « Louis-René Buffy », dans Adolphe Robert et Gaston Cougny, Dictionnaire des parlementaires français, Edgar Bourloton, 1889-1891 [détail de l’édition]